# Fritz Theodor Overbeck
Fritz Overbeck Theodor (2 d'agost de 1898 a Worpswede; † 22 de febrer de 1983 a Bremen) va ser un botànic alemany. És un dels fundadors de la palinologia.
Després de la Primera Guerra Mundial, en la qual combaté, Overbeck va decidir estudiar ciències naturals a Kiel. El 1924 treballà a l'Institut Botànic de Frankfurt i es va iniciar en l'estudi de les torberes de Rhön i l'anàlisi de pol·len.
Fritz Overbeck Theodor és considerat com un pioner per a la protecció integral de les torberes.

## Obres
- Eine Kindheit in Worpswede. Röver-Verlag Bremen, 1983, ISBN 3-7672-0637-4
- Die nordische Königin. Röver-Verlag Bremen, 1978, ISBN 3-87681-081-7
- Allerlei Allotria zwischen Weser und Elbe. Röver-Verlag Bremen, 1977, ISBN 3-87681-065-5
- Kattenhorns Pferd, Fabeleien um das alte Worpswede, Röver-Verlag Bremen, 1974, ISBN 3-87681-048-5
- Vegesack, du schönes Städtchen, Christians Hamburg, 1979, ISBN 3-7672-0643-9

## Escrits
- Das große Moor bei Gifhorn im Wechsel hygrokliner und xerokliner Phasen der nordwestdeutschen Hochmoorentwicklung, Dorn-Verlag Bremen-Horn, 1952
- Die Moore Niedersachsens in geologisch-botanischer Betrachtung, Stalling-Verlag Oldenburg, 1939
- Botanisch-geologische Moorkunde unter besonderer Berücksichtigung der Moore Nordwestdeutschlands als Quellen zur Vegetations-, Klima- und Siedlungsgeschichte, Wachholtz Neumünster, 1975, ISBN 3-529-06150-6